# Оссуччо
Оссуччо (итал. Ossuccio) — коммуна в Италии, располагается в регионе Ломбардия, в провинции Комо.
Население составляет 973 человека (2008 г.), плотность населения составляет 122 чел./км². Занимает площадь 8 км². Почтовый индекс — 22010. Телефонный код — 0344.
Покровительницей коммуны почитаются Пресвятая Богородица (Madonna del Soccorso), празднование 8 сентября.

## Демография
Динамика населения:

## Администрация коммуны
- Официальный сайт: http://www.ossuccio.com/ Архивная копия от 4 апреля 2010 на Wayback Machine